# Catharina Regina von Greiffenberg
Catharina Regina von Greiffenberg (Viehdorf, 1633 – Norimberga, 1694) è stata una scrittrice austriaca.
Appartenente ad  una famiglia di fede protestante, ebbe una vita difficile e fu costretta a trasferirsi a Norimberga dalla natia Austria. La sua opera più celebre sono i Sonetti spirituali (1662), seguita dalla meditazione religiosa Nulla fuor di Gesù (1672).